# Jairo Jaramillo Monsalve
Jairo Jaramillo Monsalve (Rionegro, 2 de dezembro de 1940) é um clérigo colombiano e arcebispo católico romano emérito de Barranquilla.

## Vida
Jairo Jaramillo Monsalve foi ordenado sacerdote em 26 de julho de 1966.
O Papa João Paulo II o nomeou Bispo de Riohacha em 16 de julho de 1988. O Bispo de Sonsón-Rionegro, Alfonso Uribe Jaramillo, o ordenou episcopal em 9 de setembro do mesmo ano; Os co-consagradores foram Óscar Ángel Bernal, Bispo de Girardota, e Livio Reginaldo Fischione OFMCap, Vigário Apostólico Emérito de Riohacha. Como lema ele escolheu Omnibus Omnia Factus.
Em 10 de junho de 1995 foi nomeado bispo de Santa Rosa de Osos. Em 13 de novembro de 2010, o Papa Bento XVI o nomeou  Arcebispo de Barranquilla. A posse ocorreu no dia 11 de dezembro do mesmo ano.
Em 14 de novembro de 2017, o Papa Francisco aceitou sua renúncia relacionada à idade.